# مطار الخارجة
مطار الخارجة (إياتا: UVL، إيكاو: HEKG) هو مطار يخدم مدينة الخارجة، محافظة الوادي الجديد، مصر. يبعد المطار بحوالي 7 كم من مدينة الخارجة. تسير مصر للطيران رحلات جوية إلى المطار من مطار القاهرة الدولي.
أنشئ المطار في عام 1962م على مساحة تقريبية حوالى 850 فدان، ثم طور المطار عام 1989م.

## روابط خارجية
- مطاراتنا - مصر نسخة محفوظة 8 أكتوبر 2019 على موقع واي باك مشين.
- مخطط الدائرة الكبرى - الخارجة
- مطار الخارجة